# Halicreas minimum
Halicreas minimum is een hydroïdpoliep uit de familie van de Halicreatidae. De poliep komt uit het geslacht Halicreas. Halicreas minimum werd in 1882 voor het eerst wetenschappelijk beschreven door Fewkes. 